# Parabel van de onzichtbare tuinman

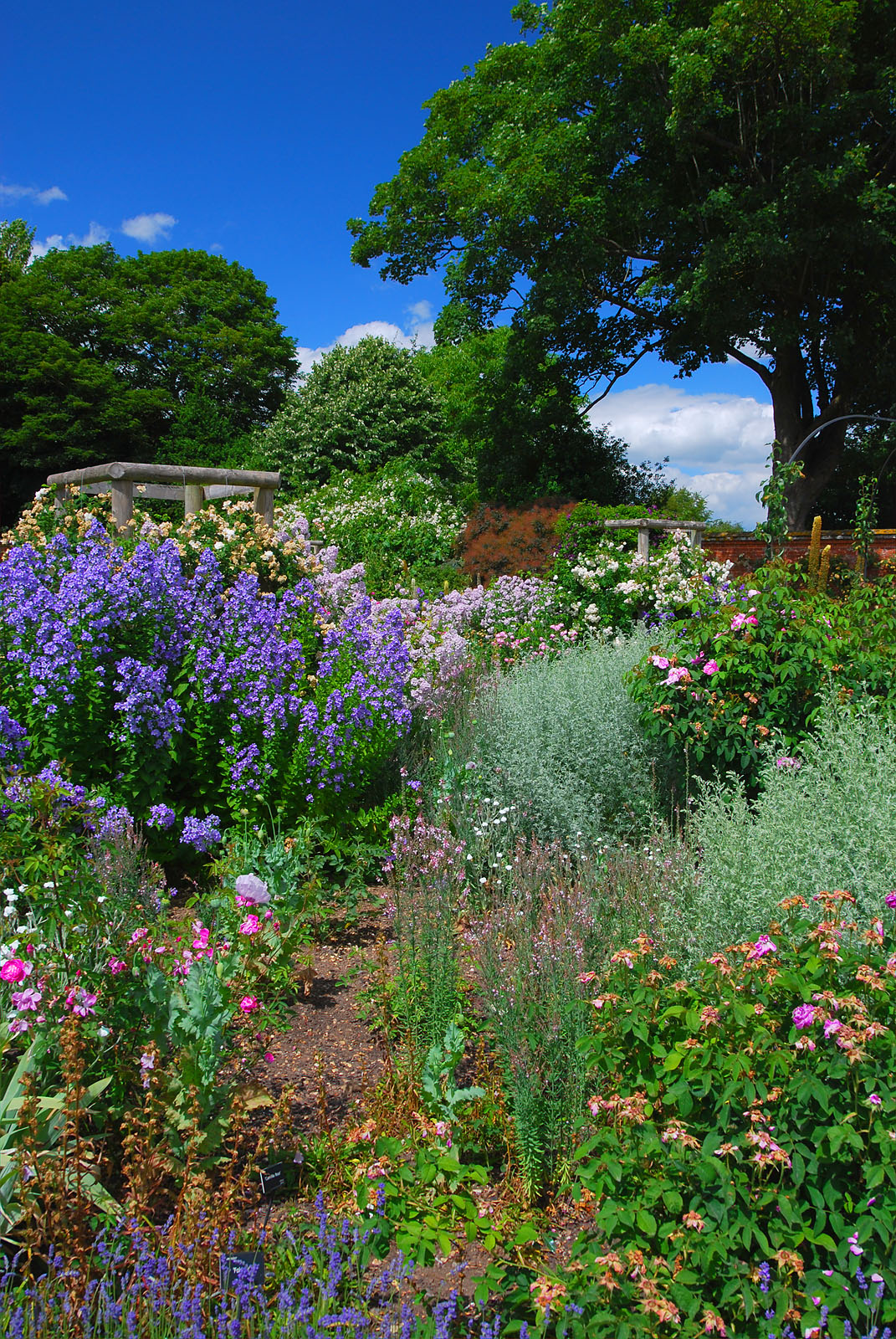
Tuin van Mottisfont Abbey in Hampshire.

De parabel van de onzichtbare tuinman (Engels: Parable of the Invisible Gardener) is een parabel bedacht door de Britse filosoof John Wisdom in zijn artikel Gods (1944) en later ook nog uitgebreid en aangepast door de filosoof Antony Flew. Deze parabel wordt vaak aangehaald om de veronderstelde verschillen aan te tonen tussen uitspraken gebaseerd op geloof en uitspraken gebaseerd op wetenschappelijk bewijs, maar ook op het probleem van het gebrek aan falsifieerbaarheid van sommige uitspraken te illustreren. Het voornaamste punt van deze parabel is dat gelovigen het niet toestaan dat hun geloofsartikelen worden weerlegd of gefalsifieerd. In plaats daarvan veranderen ze hun overtuigingen om de tegenwerpingen tegemoet te komen. Het verhaal gaat als volgt:

Two people return to their long neglected garden and find, among the weeds, that a few of the old plants are surprisingly vigorous. One says to the other, 'It must be that a gardener has been coming and doing something about these weeds.' The other disagrees and an argument ensues. They pitch their tents and set a watch. No gardener is ever seen. The believer wonders if there is an invisible gardener, so they patrol with bloodhounds but the bloodhounds never give a cry. Yet the believer remains unconvinced, and insists that the gardener is invisible, has no scent and gives no sound. The skeptic doesn't agree, and asks how a so-called invisible, intangible, elusive gardener differs from an imaginary gardener, or even no gardener at all.

Vertaling:

Twee personen keren terug naar hun lang verwaarloosde tuin en ontdekken dat, tussen het onkruid, er nog enkele oude planten heel levendig uitzien. Daarop zegt de een tegen de ander, 'Het moet wel zo zijn dat er een tuinman is gekomen en deze plantjes heeft onderhouden.' De ander is het niet eens met hem en zo ontstaat er een meningsverschil. Ze stellen hun tenten op en laten de wacht houden. De tuinman wordt echter nooit gezien. De gelovige vraagt zich af of het hier misschien niet om een onzichtbare tuinman gaat, waarop zij beiden met bloedhonden gaan patrouilleren, maar ook de bloedhonden vinden niets. Toch blijft de gelovige voet bij stuk houden en staat er op dat het hier om een onzichtbare, geurloze en geluidsloze tuinman gaat. De scepticus is het hier niet mee eens, en vraagt hoe een zogenaamde onzichtbare, ontastbare, niet te vinden tuinman nog te onderscheiden is van een denkbeeldige tuinman, of zelfs van geheel geen tuinman.

## Antony Flew
In zijn artikel Theology and Falsification (1950) breidt Antony Flew deze parabel uit, en wil daar voornamelijk mee aantonen dat religieuze uitspraken onzin zijn als zij niet empirisch getest kunnen worden. Hij schrijft:

Once upon a time two explorers came upon a clearing in the jungle. In the clearing were growing many flowers and many weeds. One explorer says, "some gardener must tend this plot." The other disagrees, "There is no gardener." So they pitch their tents and set a watch. No gardener is ever seen. "But perhaps he is an invisible gardener." So they, set up a barbed-wire fence. They electrify it. They patrol with bloodhounds. (For they remember how H.G. Wells's The Invisible Man could be both smelt and touched though he could not he seen.) But no shrieks ever suggest that some intruder has received a shock. No movements of the wire ever betray an invisible climber. The bloodhounds never give cry. Yet still the Believer is not convinced. "But there is a gardener, invisible, intangible, insensible to electric shocks, a gardener who has no scent and makes no sound, a gardener who comes secretly to look after the garden which he loves." At last the Sceptic despairs, "But what remains of your original assertion? Just how does what you call an invisible, intangible, eternally elusive gardener differ from an imaginary gardener or even from no gardener at all?

Vertaling:

Twee ontdekkingsreizigers kwamen eens bij een open plek in het oerwoud. Op die open plek groeiden veel bloemen en veel onkruid. De ene ontdekkingsreiziger zegt: ‘Er moet een tuinman zijn die voor dit stukje grond zorgt.’ De andere is het er niet mee eens: ‘Er is geen tuinman.’ Dus zij zetten hun tenten op en laten de wacht houden. Maar nooit wordt een tuinman gezien. ‘Maar misschien is het een onzichtbare tuinman.’ Dus zij zetten een prikkeldraadhek neer. Zij zetten het onder stroom. Zij patrouilleren met bloedhonden (want zij herinneren zich hoe The Invisible Man van H.G. Wells zowel geroken als gevoeld kon worden, ook al was hij onzichtbaar). Maar geen geschreeuw verraadt ooit dat een indringer een schok heeft gekregen. Geen beweging van het touw verraadt ooit een onzichtbare klimmer. De bloedhonden slaan nooit aan. Toch is de gelovige nog steeds niet overtuigd. ‘Er moet een tuinman zijn, onzichtbaar, onaanraakbaar, ongevoelig voor elektrische schokken, een tuinman die geen geur verspreidt en geen geluid maakt, een tuinman die in het geheim komt zorgen voor de tuin die hij liefheeft.’ Op het laatst wanhoopt de scepticus: ‘Maar wat is nu nog overgebleven van je oorspronkelijke claim? Hoe verschilt wat jij een onzichtbare, ontastbare eeuwig terugwijkende tuinman noemt nog van een denkbeeldige tuinman, of zelfs van überhaupt geen tuinman?